# Sophie Campbell
Sophie Campbell (Rochester, 22 dicembre 1979) è una fumettista statunitense.
È nota per i suoi fumetti indie come Wet Moon e Shadoweyes, e per le sue illustrazioni su fumetti a tema Jem and the Holograms. I suoi personaggi sono spesso adolescenti o giovani adulti, facenti parte di varie etnie e con tipi di corpo, orientamenti sessuali e abilità diversi.

## Vita privata
Campbell è una donna transgender, e nel marzo 2015 ha cambiato pubblicamente il suo nome in Sophie, spiegando via Twitter che era stata in transizione per l'anno precedente.